# Dræning
Dræning er den planlagte og regulerede bortledning af vand fra et jordstykke. I nutiden sker det oftest ved hjælp af nedgravede og perforerede plastslanger, men tidligere har man drænet ved hjælp af omhyggeligt nedlagte teglrør. For endnu længere siden skete bortledningen af overskydende vand enten via nedlagte bundter af kæppe (faskiner) eller gennem åbne grøfter, sådan som det stadig kan ses inden for skovbruget.
Jordbruget benytter sig af dræning for at opnå flere fordele:
- En tidligere udtørring af dyrkningslaget, sådan at vækstperioden kan forlænges.
- En dybere gennemiltning af jordbunden, så der kan dannes et større, aktivt rodvolumen.
- En fastlæggelse af den højest mulige grundvandsstand, sådan at der skabes stabile fugtighedsforhold i jorden.

Jordbrug kan også lede drænvand til opsamlingsbassiner for senere at kunstvande i tørtid.
For at undgå en tilslemning af drænet er slangerne ofte omviklet med kokosfibre eller jordtekstil. Desuden lægger man slangerne ned i en seng af filtersand, som kan opfange humus- og lerpartikler, før de trænger ind i drænet. Slangerne nedlægges gerne med et stabilt fald på nogle få promille (f.eks. 3 mm fald pr. løbende m), og man stræber efter at etablere et netværk af forholdsvis tynde slanger med ca. 50 mm diameter ("sugerne"), der forbindes til nogle tykkere slanger med over 100 mm diameter ("samlerne"), som fører vandet frem til recipienten, der kan være en grøft, et vandløb eller en sø.
Dræning giver betydelige fordele for dyrkningen af jorden, men det medfører også en række utilsigtede virkninger. Den vedvarende udtørring af overjorden har f.eks. ført til, at biotoper som våde enge og lavmoser er blevet sjældne. Desuden medfører den ønskede bortledning af vandet en større variation i vandføringen hos de vandløb og søer, som modtager drænvandet. Det bevirker, at der især ved regnskyl kan opstå overstrømninger eller direkte oversvømmelser, som skal undgås. Derfor må man stræbe efter at etablere forsinkelsesbassiner og overrislingsanlæg inden åerne viderefører vandet til havet.

## Omfangsdræn
Dræning bruges også i forbindelse med forebyggelse af fugtigt fundament samt vandskade i kælderen i bebyggelser. Denne metode betegnes som omfangsdræn, og består af et drænrør (som er til formål at bortlede overskydende vand) samt platon til at beskytte fundamentet mod fugt.